# Luis Arana

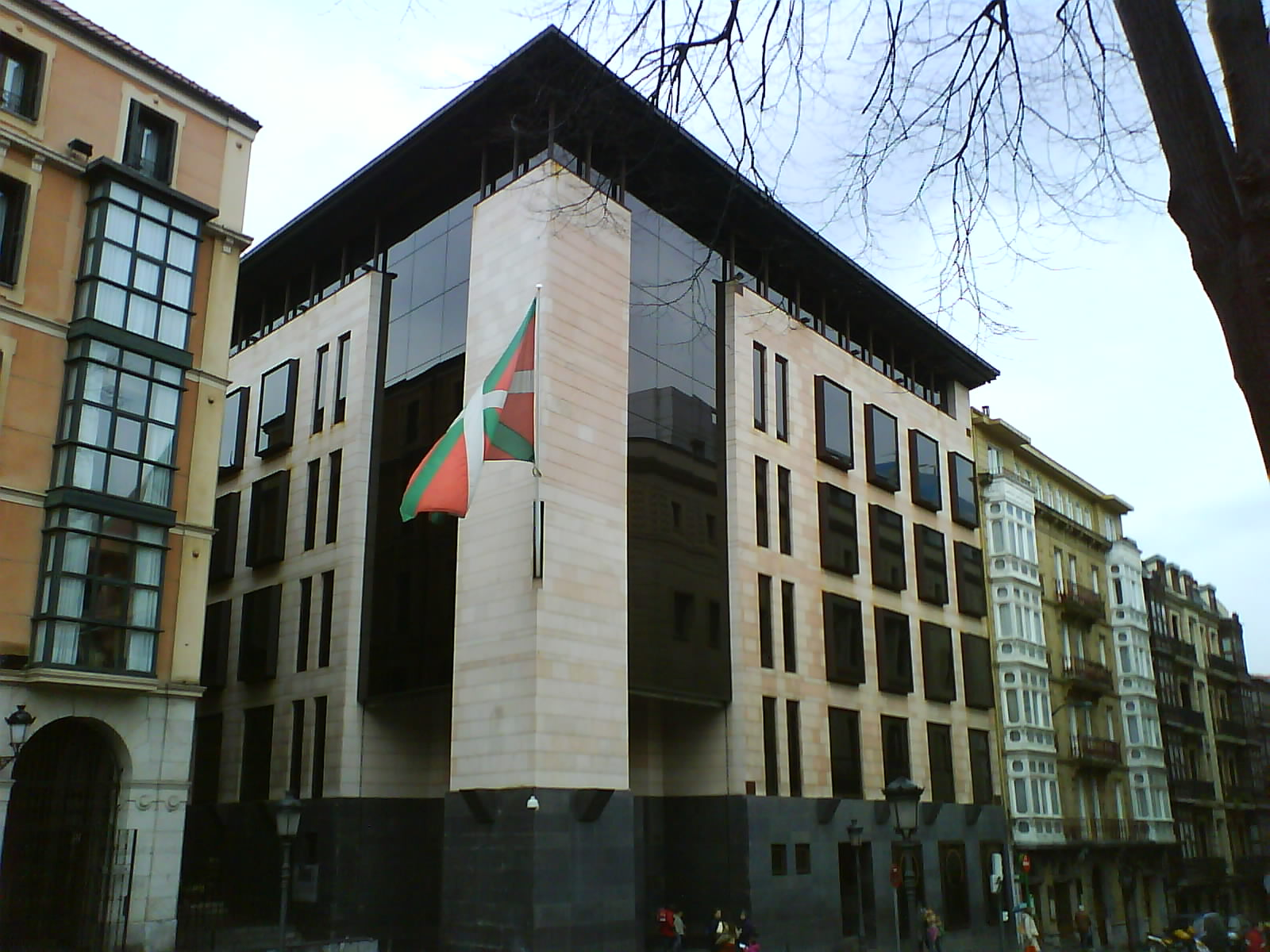
Luis Arana föddes på Ibañez de Bilbo-gatan i Bilbao, där Baskiska nationalistpartiet har sitt högkvarter idag, Sabin Etxea, uppkallat efter Luis bror Sabino

Luis Arana Goiri, född 25 augusti 1862 i Bilbao, död  
1 juni 1951 i Santurtzi, var baskisk politiker och ordförande för Baskiska nationalistpartiet i flera perioder (1908–1915, 1922–1930 och 1932–1933). Han studerade arkitektur i Madrid 1881–1882. Under spanska inbördeskriget motsatte han sig deltagande från baskisk sida.
Luis formgav tillsammans med sin bror Sabino Arana den baskiska flaggan.